# 대전제일중학교
대전제일중학교(大田第一中學校)는 대전광역시 서구에 있었던 사립 남자 중학교였다(고로, 대전제일중학교는 사립 남중이었다.).

## 학교 연혁[1]
- 1970년 4월 6일 : 대전북중학교로 개교
- 2007년 3월 1일 : 대전제일중학교로 변경
- 2014년 2월 28일 : 44년만에 폐교

## 같이 보기
- 대전제일고등학교